# Star Trek: Voyager (Literarische Fortsetzung)

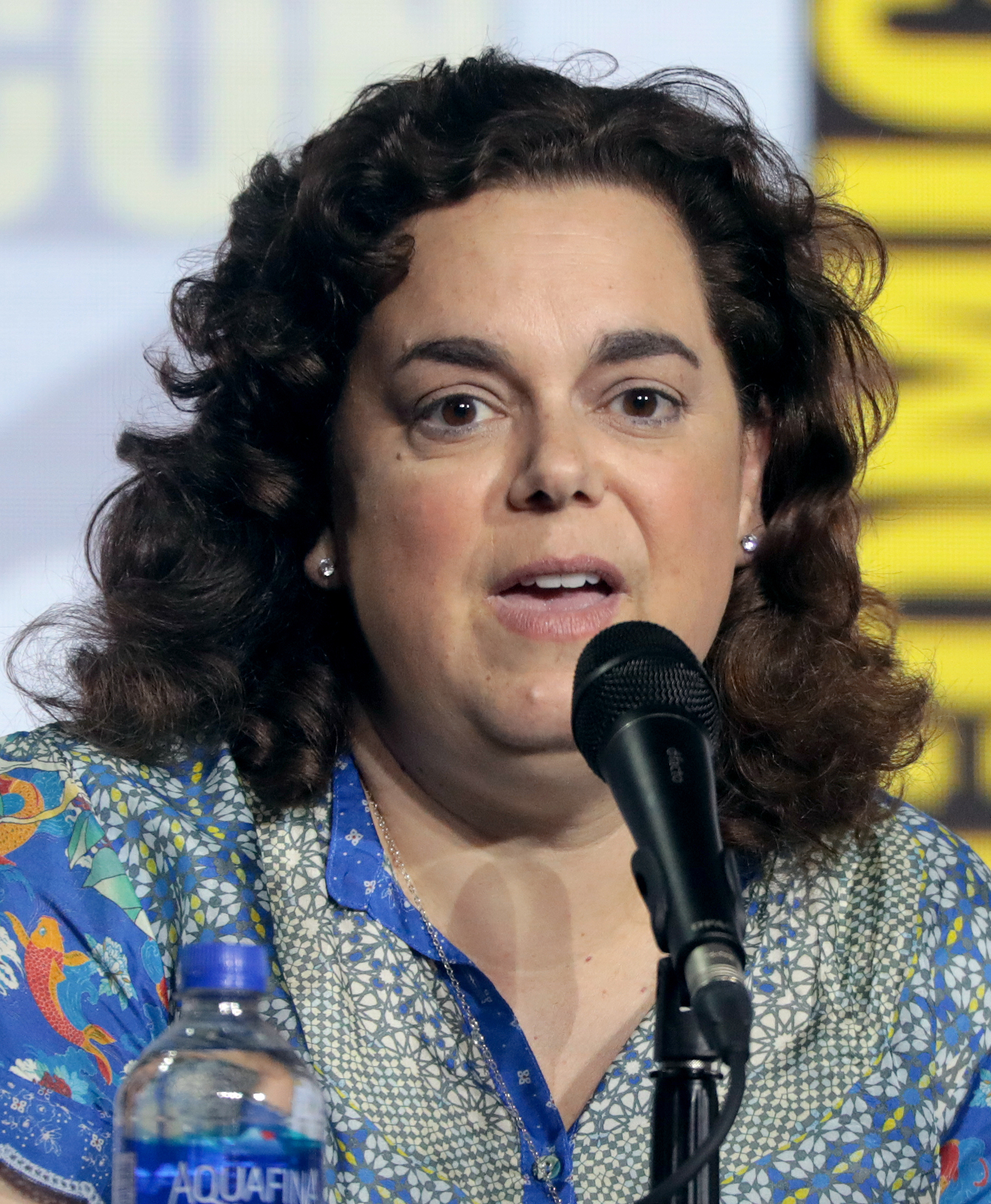
Kirsten Beyer auf der San Diego Comic-Con im Juli 2019

Star Trek: Voyager ist eine US-amerikanische Romanreihe, die seit 2003 die Handlung der Fernsehserie Star Trek: Raumschiff Voyager (1995–2001) fortsetzt. Bislang erschienen beim Simon-&-Schuster-Imprint Pocket Books 12 Romane erstmals in englischer Sprache (Stand: Juli 2016). Seit 2013 veröffentlicht der deutsche Verlag Cross Cult die Romane als deutsche Übersetzung. Die ersten vier Romane wurden von Christie Golden verfasst, alle folgenden von Kirsten Beyer. Ab dem fünften Roman der Reihe spielt die Handlung erneut im Delta-Quadranten der Milchstraße, in dem das Raumschiff Voyager in einer Expeditionsflotte zu Forschungszwecken unterwegs ist.

## Inhalt

### Handlung
Die Handlung der Romanreihe beginnt Ende 2377, dem Jahr, in dem die finale Episode Endspiel der Fernsehserie spielt. Bis zum Beginn des fünften Romans, Projekt Full Circle, findet die Haupthandlung bis 2378 statt. Jener Roman spielt im Zeitraum 2378 bis 2381, in dem auch die Handlung des Romans Heldentod (2380) aus der Reihe Star Trek: The Next Generation und der Crossover-Romantrilogie Star Trek: Destiny (2381) angesiedelt sind. Die dort erzählten Ereignisse sind auch bedeutsam für die Kontinuität der Voyager-Romane ab dem Roman Projekt Full Circle.
Kurz nach der Rückkehr der Voyager aus dem Delta-Quadranten zur Erde wird Janeway zum Admiral befördert. Auf der Erde bricht eine mysteriöse Krankheit aus, durch die zunehmend Menschen von Viren befallen werden, durch die sie in Borg verwandelt werden. Ehe Voyager-Offiziere die Seuche beenden können, stellt sich heraus, dass für ihre Ausbreitung eine Mitarbeiterin des Sternenflottengeheimdienstes verantwortlich war, die aufgrund persönlicher Erlebnisse die Borg bewunderte und sich zur Borg-Königin aufschwingen wollte (→ Romane „Heimkehr“ und „Ferne Ufer“). Wenig später erhält Chakotay als neuer Captain das dauerhafte Kommando über die Voyager. Während der ersten Mission der Voyager mit Chakotay in dieser Rolle kommt es zur Konfrontation zwischen ihm und einem cardassianischen Wissenschaftler, der mit Hilfe von Chakotays aufgewerteter DNS und getrieben von Gier nach Anerkennung eine neue, überlegene Rasse schaffen will (→ Romanzweiteiler „Geistreise“).
Im Jahr 2380 wird Admiral Janeway von den Borg auf einem Kubus gefangen genommen und zu ihrer neuen Königin gemacht, als welche sie den Kubus die Föderation und das Sonnensystem angreifen lässt. Durch die Hilfe von Seven of Nine wird der Kubus vernichtet und Janeway getötet (→ Roman „Heldentod“ aus der Reihe Star Trek: The Next Generation). Als es im Folgejahr (2381) zu einer Invasion von Tausenden Borg-Kuben in das Föderationsgebiet kommt, übersteht die Voyager als einziges Raumschiff der von ihr angeführten Flotte den Angriff durch die Borg, wobei Chakotay schwer verletzt wird. Alle Borg werden schließlich vernichtet (→ Romantrilogie Star Trek: Destiny).
Im Rahmen des Projekts Full Circle der Sternenflotte bricht die Voyager später im Jahr 2381 als Flaggschiff einer Flotte aus Sternenflottenraumschiffen erneut in den Delta-Quadranten auf. Ziel der Expedition ist es, den Delta-Quadranten einschließlich des einstigen Borg-Territoriums weiter zu erforschen und den Kontakt mit den Spezies, denen die Voyager einst begegnete, wiederherzustellen. Der Roman „Projekt Full Circle“ und die folgenden Romane der Reihe handeln von dieser Expedition und spielen im Delta-Quadranten.
Noch im Jahr 2381 wird Janeway durch einen Vertreter der Spezies Q zurück ins Leben geholt. Janeway übernimmt daraufhin als Admiral die Leitung der Full-Circle-Flotte.

### Figuren
Besatzungsmitglieder des Raumschiffs Voyager:
- Kommandant: Captain Chakotay
- Erster Offizier: Lt. Cdr. Tom Paris
- Sicherheitsverantwortlicher: Lt. Harry Kim
- Schiffsberater: Counselor Hugh Cambridge (ab 2381)
- Chefingenieur: Lt. Nancy Conlon (ab 2381)
- Wissenschaftsoffizier: Lt. Devi Patel (ab 2381)

Andere Figuren:
- Kommandantin der Flotte Full Circle:
  - Afsarah Eden (anfangs)
  - Admiral Kathryn Janeway (ab 2381)
- Leitender Mediziner des Raumschiffs Galen: Medizinisch-holografisches Notfallprogramm
- Chefingenieurin der Flotte Full Circle: Lt. Cdr. B’Elanna Torres

## Titelübersicht
Die gelb unterlegten Zeilen repräsentieren keine Romane der Reihe Star Trek: Voyager, sondern andere Romane, die im Star-Trek-Universum spielen und deren Handlung bedeutsam für die Kontinuität der Voyager-Romane ist.
| Sprache         | Englisch                    | Englisch                    | Englisch                    |                  | Deutsch    | Deutsch                               | Deutsch              | Deutsch    |                   |                                                              |
| Verlag          | Pocket Books, Gallery Books | Pocket Books, Gallery Books | Pocket Books, Gallery Books |                  | Cross Cult | Cross Cult                            | Cross Cult           | Cross Cult |                   |                                                              |
| Autor           | Titel                       | Veröff.                     | Miniserie                   | Nr. in Miniserie | Nr.        | Titel                                 | Veröff.              | Miniserie  | Jahr der Handlung | Bemerkung                                                    |
| --------------- | --------------------------- | --------------------------- | --------------------------- | ---------------- | ---------- | ------------------------------------- | -------------------- | ---------- | ----------------- | ------------------------------------------------------------ |
| Christie Golden | Homecoming                  | Juni 2003                   |                             |                  | 1          | Heimkehr                              | Okt. 2013            |            | 2377/78           |                                                              |
| Christie Golden | The Farther Shore           | Juli 2003                   |                             |                  | 2          | Ferne Ufer                            | Nov. 2013            |            | 2378              |                                                              |
| Christie Golden | Old Wounds                  | Nov. 2004                   | Spirit Walk                 | 1                | 3          | Alte Wunden                           | Mai 2014             | Geistreise | 2378              |                                                              |
| Christie Golden | Enemy of My Enemy           | Dez. 2004                   | Spirit Walk                 | 2                | 4          | Der Feind meines Feindes              | Juni 2014            | Geistreise | 2378              |                                                              |
| Kirsten Beyer   | Full Circle                 | März 2009                   |                             |                  | 5          | Projekt Full Circle                   | Okt. 2014            |            | 2378–81           |                                                              |
| Kirsten Beyer   | Unworthy                    | Sep. 2009                   |                             |                  | 6          | Unwürdig                              | März 2015            |            | 2381              |                                                              |
| Kirsten Beyer   | Children of the Storm       | Mai 2011                    |                             |                  | 7          | Kinder des Sturms                     | Sep. 2015            |            | 2381              |                                                              |
| Kirsten Beyer   | The Eternal Tide            | Aug. 2012                   |                             |                  | 8          | Ewige Gezeiten                        | Apr. 2016            |            | 2381              |                                                              |
| Kirsten Beyer   | Protectors                  | Jan. 2014                   |                             |                  | 9          | Bewahrer                              | Okt. 2016            |            | 2381/82           |                                                              |
| Kirsten Beyer   | Acts of Contrition          | Okt. 2014                   |                             |                  | 10         | Erbsünde                              | Apr. 2017            |            | 2382              |                                                              |
| Kirsten Beyer   | Atonement                   | Sep. 2015                   |                             |                  | 11         | Sühne                                 | Jan. 2018            |            | 2382              |                                                              |
| Kirsten Beyer   | A Pocket Full of Lies       | Feb. 2016                   |                             |                  | 12, 13     | Kleine Lügen erhalten die Feindschaft | Jan. 2019, März 2019 |            | 2382              | Für die deutsche Veröffentlichung auf zwei Bände aufgeteilt. |
| Kirsten Beyer   | Architects of Infinity      | März 2018                   |                             |                  | 14, 15     | Architekten der Unendlichkeit         | Feb. 2020, Mai 2020  |            | 2382              | Für die deutsche Veröffentlichung auf zwei Bände aufgeteilt. |
| Kirsten Beyer   | To Lose the Earth           | Okt. 2020                   |                             |                  | 16, 17     | Das Streben nach mehr                 | Okt. 2021, Dez. 2021 |            | 2382              | Für die deutsche Veröffentlichung auf zwei Bände aufgeteilt. |